# كولنسونية يابانية
كولنسونية يابانية (الاسم العلمي:Collinsonia japonica) هي نوع من النباتات تتبع جنس الكولنسونية من الفصيلة الشفوية.